# Loricaria
Genre
Le genre Loricaria regroupe plusieurs espèces de poissons de la famille des Loricariidae.

## Liste des espèces
Selon FishBase (28 octobre 2017) :
- Loricaria apeltogaster Boulenger, 1895
- Loricaria birindellii Thomas & Sabaj Pérez, 2010
- Loricaria cataphracta Linnaeus, 1758
- Loricaria clavipinna Fowler, 1940
- Loricaria coximensis Rodriguez, Cavallaro & Thomas, 2012
- Loricaria holmbergi Rodríguez & Miquelarena, 2005
- Loricaria lata Eigenmann & Eigenmann, 1889
- Loricaria lentiginosa Isbrücker, 1979
- Loricaria luciae Thomas, Rodriguez, Carvallaro, Froehlich & Macedo Corrêa e Castro, 2013
- Loricaria lundbergi Thomas & Rapp Py-Daniel, 2008
- Loricaria nickeriensis Isbrücker, 1979
- Loricaria parnahybae Steindachner, 1907
- Loricaria piracicabae Ihering, 1907
- Loricaria pumila Thomas & Rapp Py-Daniel, 2008
- Loricaria simillima Regan, 1904
- Loricaria spinulifera Thomas & Rapp Py-Daniel, 2008
- Loricaria tucumanensis Isbrücker, 1979

Selon World Register of Marine Species (28 octobre 2017) :
- Loricaria apeltogaster Boulenger, 1895
- Loricaria birindellii Thomas & Sabaj Pérez, 2010
- Loricaria cataphracta Linnaeus, 1758
- Loricaria clavipinna Fowler, 1940
- Loricaria coximensis Rodriguez, Cavallaro & Thomas, 2012
- Loricaria lata Eigenmann & Eigenmann, 1889
- Loricaria luciae Thomas, Rodriguez, Carvallaro, Froehlich & Macedo Corrêa e Castro, 2013
- Loricaria parnahybae Steindachner, 1907
- Loricaria piracicabae Ihering, 1907
- Loricaria pumila Thomas & Rapp Py-Daniel, 2008
- Loricaria spinulifera Thomas & Rapp Py-Daniel, 2008
- Loricaria tucumanensis Isbrücker, 1979

## L-Number
Les poissons de la famille des Loricariidae non encore décrits sont souvent référencés par un code temporaire sous la forme L-99 utilisé le temps nécessaire pour leur attribuer un genre et un nom d'espèce.